# Avril 1822

## Événements
- France : échec d’un complot charbonnerie à Strasbourg.

- 2 avril : ambassade de Chateaubriand à Londres (fin le 8 septembre).
- 2 avril  :  Honoré de Balzac traite ses œuvres de jeunesse de cochonneries littéraires dans une lettre adressée à sa sœur Laure Surville.

## Naissances
- 2 avril : Jules Bouis (mort en 1886), chimiste français.
- 16 avril : Karl Theodor Robert Luther (mort en 1900), astronome allemand.
- 18 avril : Émile Gautier (mort en 1891), militaire et astronome suisse.
- 27 avril : 
  - Edwin Smith (mort en 1906), égyptologue anglais.
  - Ulysses S. Grant, futur président des États-Unis